# Oliver Shanti
Oliver Shanti o Oliver Serano-Alve, pseudonimo di Ulrich Schulz (Amburgo, 16 novembre 1948 – marzo 2016), è stato un musicista tedesco.
Fu il fondatore della band Inkarnation, poi rinominata "Oliver Shanti & Friends". A 13 anni imbarcato su una nave che faceva la spola tra Europa e Caraibi si sposta da Parigi, Amsterdam, fino alla California e al Nord Africa guadagnandosi da vivere cantando nei night club e adeguandosi a diverse mansioni; affascinato dalla musica orientale ha poi vissuto qualche anno in Libano da dove è scomparso per un certo periodo. Ricompare in India sulle rive del Gange a lavorare in un ospedale da campo da lui stesso fondato. Nel 1980 i suoi amici lo convincono a ritornare in Europa e solo a quel punto la vita di Oliver cambia facendolo diventare 'Shanti'.

## Accuse di pedofilia
Nel 2002 in Germania fu emesso un mandato di cattura contro di lui, in quanto sospettato di aver commesso abusi di natura sessuale a danno di bambini.
Dopo anni di ricerche, Shanti fu arrestato a Lisbona, Portogallo, il 29 giugno 2008 ed incriminato di 314 casi di abuso di minore il 20 aprile 2009.
Dopo aver tentato il suicidio durante il periodo di custodia precedente al processo, il 4 dicembre 2009 "Oliver Shanti" fu condannato a sei anni e dieci mesi di detenzione in quanto responsabile di 76 casi di abuso sessuale minorile.

## Discografia

### Album
- 1987 - Licht-Prakash-Light (con gli Inkarnation)
- 1987 - Frieden-Shanti-Peace (con gli Inkarnation)
- 1987 - Listening to the Heart
- 1988 - Rainbow Way
- 1988 - Vila Nova Mellow Days (col nome di Oliver Serano-Alve)
- 1989 - Walking on the Sun
- 1990 - Minho Valley Fantasies (col nome di Oliver Serano-Alve)
- 1992 - Vida Para Vida (col nome di Oliver Serano-Alve)
- 1993 - Tai Chi
- 1995 - Well Balanced
- 1996 - Tai Chi Too
- 1997 - Circles of Life: The Best of Oliver Shanti (raccolta comprendente 3 inediti)
- 1998 - Seven Times Seven
- 2000 - Medicine Power
- 2002 - Alhambra
- 2006 - Man Heaven Earth

### Progetti
- 1996 - Buddha and Bonsai Vol. 1
- 1997 - Shaman
- 1997 - Buddha and Bonsai Vol. 2
- 2000 - Buddha and Bonsai Vol. 3
- 2000 - Shaman 2
- 2002 - Buddha and Bonsai Vol. 4
- 2005 - Buddha and Bonsai Vol. 5: The Power of Silence

### Compilations
- Indiens: Sacred Spirits
- Shaman: Red Indian Chill
- prima del 1997 - Meditative Music of Budo-Gala: The Magic of Martial Arts
- 1997 - Spirit of Budo: The Power of Balance
- 1997 - 10 Years of Sattva Music
- 1999 - Tibetiya
- 2001 - 15 Years of Sattva Music
- 2001 - Reiki: Brightness Healing

### Altro
- 2008 single - Oliver Shanti feat. N.i.M.i - Roo Be Asemoon (Olugu Zamba Remix)
- 2010 single - Oliver Shanti feat. DJ Sunf - The Tree (rmx)